# ボア・ヴィスタ (ロライマ州)
ボア・ヴィスタ（Boa Vista ブラジルポルトガル語発音: [ˈbo(w)ɐ ˈvistɐ]）は、ブラジル北部に位置するロライマ州の州都。
2017年7月1日の人口は32万4410人。
ブラジル最北の地に造られた計画都市で、国内主要都市の中で唯一赤道以北にある都市である。
ブランコ川に面する形で扇状に町は形成され、中央に州都と広場が置かれ、その周りにブラジル銀行の支店や裁判所、図書館等が点在している。
観光資源が非常に乏しい都市だが、国境付近にブラジル最高峰のロライマ山があるため、ブラジル側の拠点として利用されることが多い。

## 地理
ブランコ川の西岸、ベネズエラとの国境から南へ約220km、マナウスから北へ約785kmの距離に位置している。

### 人口
ロライマ州の人口の約60％が居住している。
1950年頃の人口は約5200人だったが、1960年代からのゴールドラッシュの影響で1990年代には人口が約19万人に膨れ上がり、人口の殆どは鉱山従事者で占められていた。
現在は大豆や米、果物等の農業や、ベネズエラやガイアナとの国境が近いため、政府関連の仕事に携わる人が比較的多い。

### 気候
気候はサバナ気候の熱帯地域で、年間降水量はしばしば2000mm以上になることがある。年間を通して湿度と気温が高く、平均気温の範囲は約3℃以内と年較差が比較的小さい。
| ボア・ヴィスタ (1961-1990)の気候                          | ボア・ヴィスタ (1961-1990)の気候 | ボア・ヴィスタ (1961-1990)の気候 | ボア・ヴィスタ (1961-1990)の気候 | ボア・ヴィスタ (1961-1990)の気候 | ボア・ヴィスタ (1961-1990)の気候 | ボア・ヴィスタ (1961-1990)の気候 | ボア・ヴィスタ (1961-1990)の気候 | ボア・ヴィスタ (1961-1990)の気候 | ボア・ヴィスタ (1961-1990)の気候 | ボア・ヴィスタ (1961-1990)の気候 | ボア・ヴィスタ (1961-1990)の気候 | ボア・ヴィスタ (1961-1990)の気候 | ボア・ヴィスタ (1961-1990)の気候 |
| 月                                                        | 1月                              | 2月                              | 3月                              | 4月                              | 5月                              | 6月                              | 7月                              | 8月                              | 9月                              | 10月                             | 11月                             | 12月                             | 年                               |
| --------------------------------------------------------- | -------------------------------- | -------------------------------- | -------------------------------- | -------------------------------- | -------------------------------- | -------------------------------- | -------------------------------- | -------------------------------- | -------------------------------- | -------------------------------- | -------------------------------- | -------------------------------- | -------------------------------- |
| 平均最高気温 °C （°F）                                    | 32.6 (90.7)                      | 33.4 (92.1)                      | 33.7 (92.7)                      | 33.0 (91.4)                      | 31.4 (88.5)                      | 30.3 (86.5)                      | 30.4 (86.7)                      | 31.7 (89.1)                      | 33.0 (91.4)                      | 33.6 (92.5)                      | 33.4 (92.1)                      | 32.8 (91)                        | 32.44 (90.39)                    |
| 平均最低気温 °C （°F）                                    | 23.2 (73.8)                      | 23.3 (73.9)                      | 23.6 (74.5)                      | 23.5 (74.3)                      | 23.2 (73.8)                      | 22.4 (72.3)                      | 22.3 (72.1)                      | 22.9 (73.2)                      | 23.4 (74.1)                      | 23.6 (74.5)                      | 23.6 (74.5)                      | 23.3 (73.9)                      | 23.19 (73.74)                    |
| 降水量 mm （inch）                                        | 25.1 (0.988)                     | 18.1 (0.713)                     | 30.9 (1.217)                     | 88.5 (3.484)                     | 213.0 (8.386)                    | 321.3 (12.65)                    | 267.8 (10.543)                   | 188.0 (7.402)                    | 99.4 (3.913)                     | 63.5 (2.5)                       | 60.8 (2.394)                     | 44.0 (1.732)                     | 1,420.4 (55.922)                 |
| 出典：Brazilian National Institute of Meteorology (INMET) |                                  |                                  |                                  |                                  |                                  |                                  |                                  |                                  |                                  |                                  |                                  |                                  |                                  |

## 歴史
1775年、市から約32kmの場所にSão Joaquim要塞が建設され、この地域の拠点になった。
1890年7月9日、アマゾナス州知事のAugusto Villeroyが、Boa Vista do Rio Brancoとして都市を設置した。
初代市長はJoão Capistrano da Silva Motaで、モタ大佐として知られる。
1943年、新設された「リオ・ブランコ連邦地区」の中心地となり、後にロライマ州となった。
かつては地理的な事もあり非常に不便な田舎の町であったが、1960年代にゴールドラッシュが起こりブラジル各都市や欧米から大量の労働者が移民してきたため、人口が急激に増加した。
その後、自然保護の観点で鉱山が閉山となってからは大豆や米などの農業が主要産業となっていった。
2010年代には、隣国ベネズエラの経済危機により、5万人以上が流入している。

## 教育

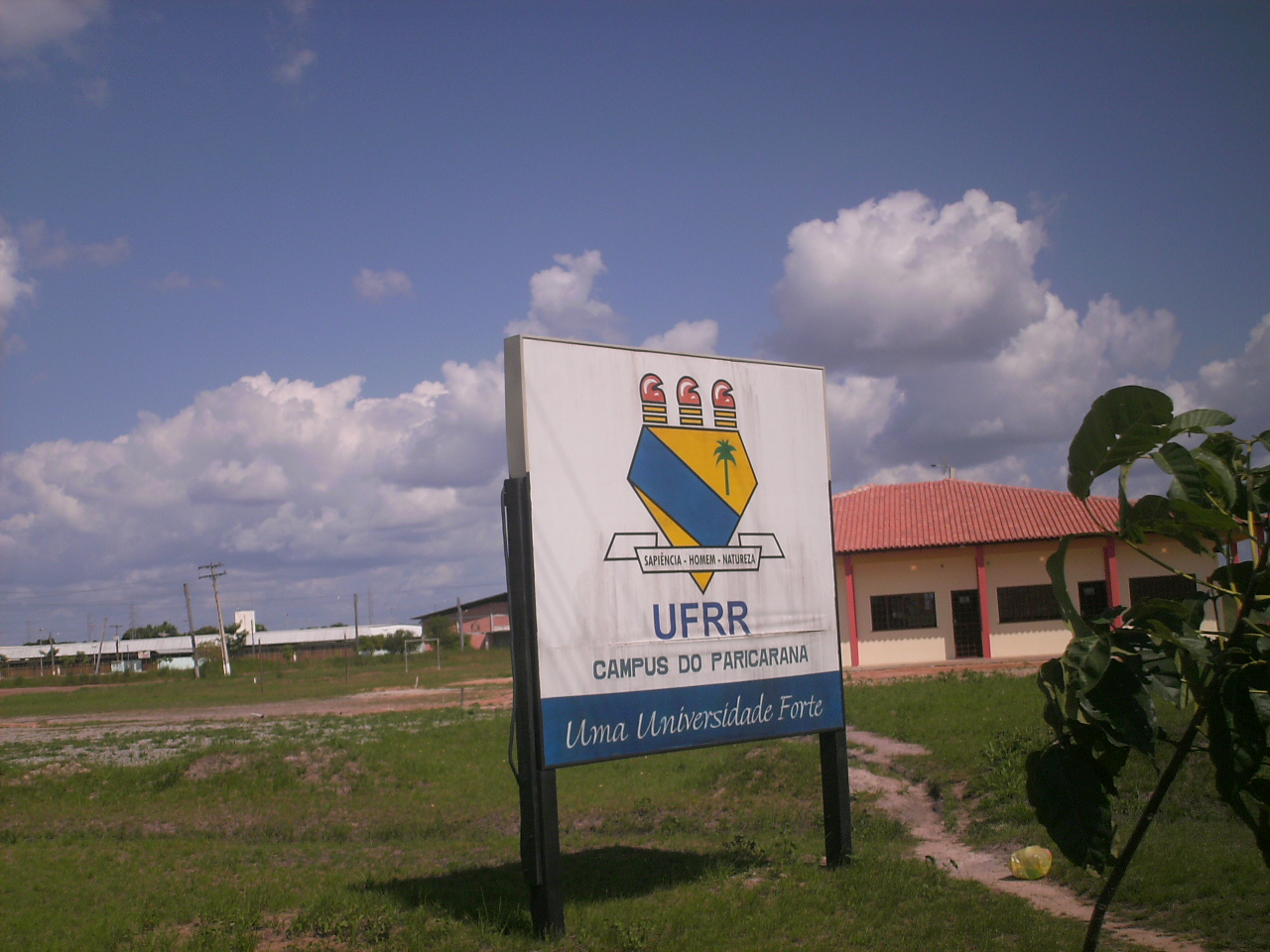
ロライマ連邦大学

### 主な教育機関
- ロライマ連邦大学（UFRR）
- ロライマ州立セルバンテス連邦大学（UERR）（州立大学）

## 見どころ
- 州庁広場
- ホライマ自然博物館

## スポーツ
- アトレチコ・ロライマ・クルーベ(サッカー)

## 交通

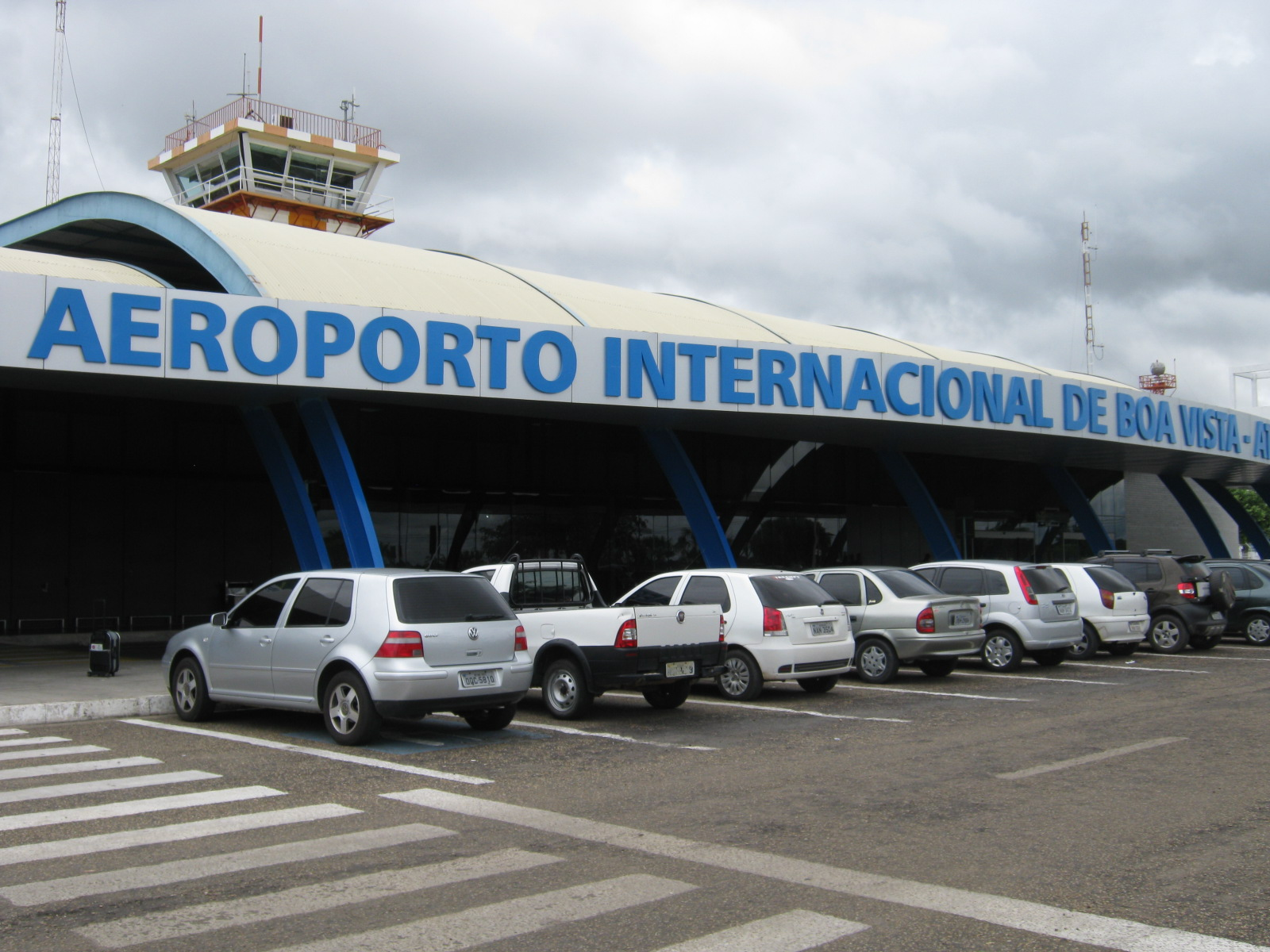
ボア・ヴィスタ国際空港

### 航空/船舶
郊外に位置するボア・ヴィスタ国際空港からTAM航空とGOL航空がマナウスやブラジリア、リオデジャネイロ、サンパウロ、ビトリアの各主要都市間を運航している。

### バス
町の近郊に位置している長距離バスターミナルからは、アマゾナス州のマナウスやガイアナ国境のボンフィン、ベネズエラ国境のパカライマへ向かう長距離バスが運行されているが、陸路での到達が困難であることからブラジル国内の他の主要な大都市との間は、事実上、空路のみで結ばれている。

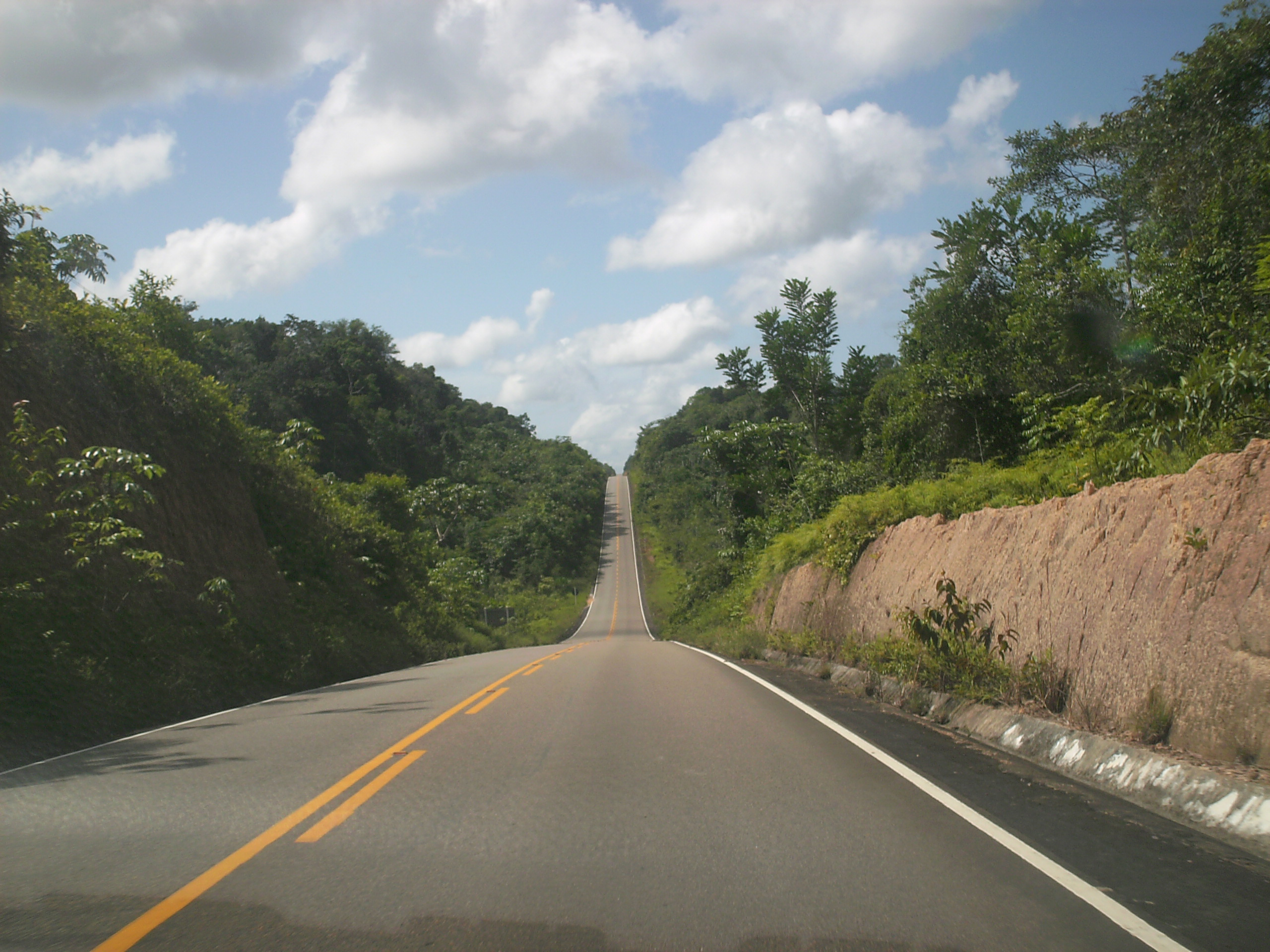
幹線道路（BR-174）

### 道路
マナウスを結ぶ道路が1995年に開通し、それに続いてベネズエラ方面にも整備されてマナウスとボア・ヴィスタ、ベネズエラを結ぶ幹線道路が開通した。

#### 幹線道路一覧
- BR-174
- BR-432
- BR-410
- RR-205
- RR-319